# Abda (Name)
Abda (hebräisch עַבְדָּא ʿawdāʾ) ist ein männlicher biblischer Name.

## Herkunft und Bedeutung
Der Name Abda stellt ein Hypokrostikon zu עֶבֶד ʿæwæd möglicherweise mit ausgefallenem theophoren Element dar: „Diener [Gottes/des Herrn]“, „Verehrer [Gottes/des Herrn]“.

## Varianten

### Hebräische Varianten
- Kurzformen
  - Ebed (hebräisch עֶבֶד ʿæwæd)
  - Abdi (hebräisch עַבְדּי ʿawdj)
  - Obed (hebräisch עוֹבֵד ʿōwēd)
- Langformen
  - Obadja (hebräisch עֹבַדְיָה ʿōwadjāh), Obadjahu (hebräisch עֹבַדְיָהוּ ʿōwadjāhū): „Diener/Verehrer JHWHs“[2]
  - Abdeel (hebräisch עַבְדְּאֵל ʿawddəʾēl): „Diener/Verehrer Gottes“[1]
  - Abdiel (hebräisch עַבְדִּיאֵל ʿawddiʾēl): „Diener/Verehrer Gottes“[2]
  - Ebed-Melech (hebräisch עֶבֶד־מֶלֶךְ ʿæwæd-mælæch): „Diener/Verehrer des Königs“[3]
  - Obed-Edom (hebräisch עֹבֵד־אֱדֹם ʿōwēd-ʾædōm): „Diener/Verehrer des Gottes Edom“[3]
  - Abednego (hebräisch עֲבֵד־נְגוֹ ʿawēd-nəgō): „Diener/Verehrer Nabus“, „Tat Nabus“, „Diener des Leuchtenden“[1]

### Arabische Varianten
- Kurzformen
  - Abdi
  - Abdou
- Langformen
  - Abd al-Malik
  - Abdallah
  - Abdalmalik
  - Abdelhak
  - Abdelhamid
  - Abdel-Kader
  - Abdelkarim
  - Abderrahim
  - Abderrazak
  - Abdur Rahman

## Erwähnung in der Bibel
In der Bibel werden zwei Personen namens Abda erwähnt:
- Frondienstminister Abda (Vater des Adoniram) (1 Kön 4,6 EU)
- Levit Abda (Sohn des Schammua) (Neh 11,17 EU, auch Obadja (1 Chr 9,16 EU))